# Ankarbox

Bakom ankaret, nummer 5, ligger Ankarboxen

Ankarbox, eller kättingbox, är det utrymme under backen på ett fartyg där ankarkättingen tages in medels ankarspel.